# 相談バカ一代
『相談バカ一代』（そうだんバカいちだい）は、2008年12月30日（29日深夜）と2012年1月3日にテレビ東京で放送されたバラエティ番組である。放送第2回の『相談バカ一代2』は、電子番組ガイド (EPG) 上では『日本一乱暴な相談バラエティ 相談バカ一代』と副題ありの表記となっていた。

## 概要
有吉弘行をはじめとする出演メンバーが総勢100人の悩み相談に乗り、それらを次々と解決していく「相談百人組手」の模様を放送。悩み相談にかけられる時間は全部で3時間と限られていたため、メンバーはペース配分も考えながら相談者1人1人の悩みを解決していかねばならなかった。
オープニングテーマは、アニメ『空手バカ一代』の主題歌「空手バカ一代」。

## 出演者

### 相談バカ一代
- 有吉弘行
- ケンドーコバヤシ
- 大島美幸（森三中）
- 植草朋樹（テレビ東京アナウンサー/進行）
- 松丸友紀（テレビ東京アナウンサー/進行）

### 相談バカ一代2
出典：
- 有吉組
  - 有吉弘行
  - 若林正恭（オードリー）
  - 中田敦彦（オリエンタルラジオ）
- 後藤組
  - 後藤輝基（フットボールアワー）
  - バカリズム
  - 小倉優子
- 植草朋樹（テレビ東京アナウンサー/進行）
- 松丸友紀（テレビ東京アナウンサー/進行）

## スタッフ

### 相談バカ一代2
- ナレーター：横尾まり
- 構成：相澤昇、堀雅人、竹村武司、大石右人
- 技術：菊池裕介
- 映像：佐藤誠二
- カメラ：野瀬一成
- 音声：五十嵐公彦
- 照明：宮尾淳一
- デザイン：金森明日香
- 美術進行：野本和弘
- トータルデザイン：ニイルセン
- メイク：山田かつら
- 衣装：東京衣装
- 音響効果：小田切暁（278）
- 番宣：外池由美
- 編集：落合勇
- MA：長瀬貴広
- 技術協力：テクノマックス、CCFactory
- 美術協力：テレビ東京アート
- AP：竹内美佳
- 演出補：宇賀神敬行
- ディレクター：森本泰介、魚田英孝、斉藤純二
- 演出：太田勇
- 総合演出：岡宗秀吾
- プロデューサー：佐久間宣行、露木寛子
- 制作著作：テレビ東京